# 完整体
在語法中，完整體（perfective aspect）是存在于很多語言中的語法體。完整體提及被當作一個個體的單一事件，區別于把事件表現為演變過程的非完整體。這必須區分於完成體(perfect aspect)，它是喚起聽者對一個行動所產生的結果而非行動自身的注意的一種語法體。
中文中，动词后面的“完”“畢”“竟”等词是完整体的标记。

## 英語實例
在過去時中，完整體經常以英語的簡單過去式形式“X-ed”表示；相對地，未完整體常以進行時“was X-ing”表示。例如完整體可以翻譯句子“He raised his sword and struck the enemy”中的兩個動詞。但是在句子“As he was striking the enemy, he was killed by an arrow”中，第一動詞可以翻譯為未完整體而第二個為完整體。

## 俄語實例
俄語完成體(совершенный вид)的時態有：過去時、未來時、“沒有現在時”。其表示的意義為：
1. 行為有界限，指出啟末兩端，也表示動作次序的前後發生。（也可由動作之間的“邏輯關係”來判斷是否"前後"，或"同時"發生）。
2. 因只指出行為的開始及完成，其在表示行為的一次性。
3. 不在說明行為的過程，故不須現在式。

除非另有規定，否則一般動詞的(未完成體)現在式(完成體)，與(完成體)未來式的人稱變化一樣。一個句子用(完成體)，或是(未完成體)的動詞端視句子上下文、時態、及人物立場等因素來決定.。

## 漢語實例
在普通話中，動詞後的“了”和“過”，以及動詞重疊，都可表示完整體(《現代漢語時體系統研究》,1996)。
完整體所反映的意義，是語言使用者對句子所表達的事件是著眼於外部而不是著眼於內部來進行觀察的。一個事件的構成，有起始、持續、終結等；完整體是從外部觀察該事件，而忽視其內部構成，而看作一個不予分解的整體。一個動態的動作，在時間軸上的每一點都有不同的狀態，不斷地變化，例如“他跑步”。但是，當語言使用者賦予該事件以完整體意義，即使用“了”、“過”或動詞重疊，該事件就不再是可以分解的了，即他認為該事件是不必分解的，例如“他跑了步”、“他跑過步”。
“了”表示現實性，指的是相對於參考時間來說，句子所表達的事件是一個已經實現了的現實事件。“過”表示歷時性，即句子所表達的事件是在參考時間之前發生並且與參考時間脫離的事件，換言之它是一個經歷上的事件。動詞重疊表達短時性，意思是事件在語言使用者心理上佔據了或將會佔據一個較短的時間。
漢語族的其他中也有完整體，例如粵語的“咗”便相當於普通話的“了”。

## 外部連結
- Present Perfect Tense（页面存档备份，存于）(土耳其語)
- Greek tenses（页面存档备份，存于）（英文）